# АСУ-57

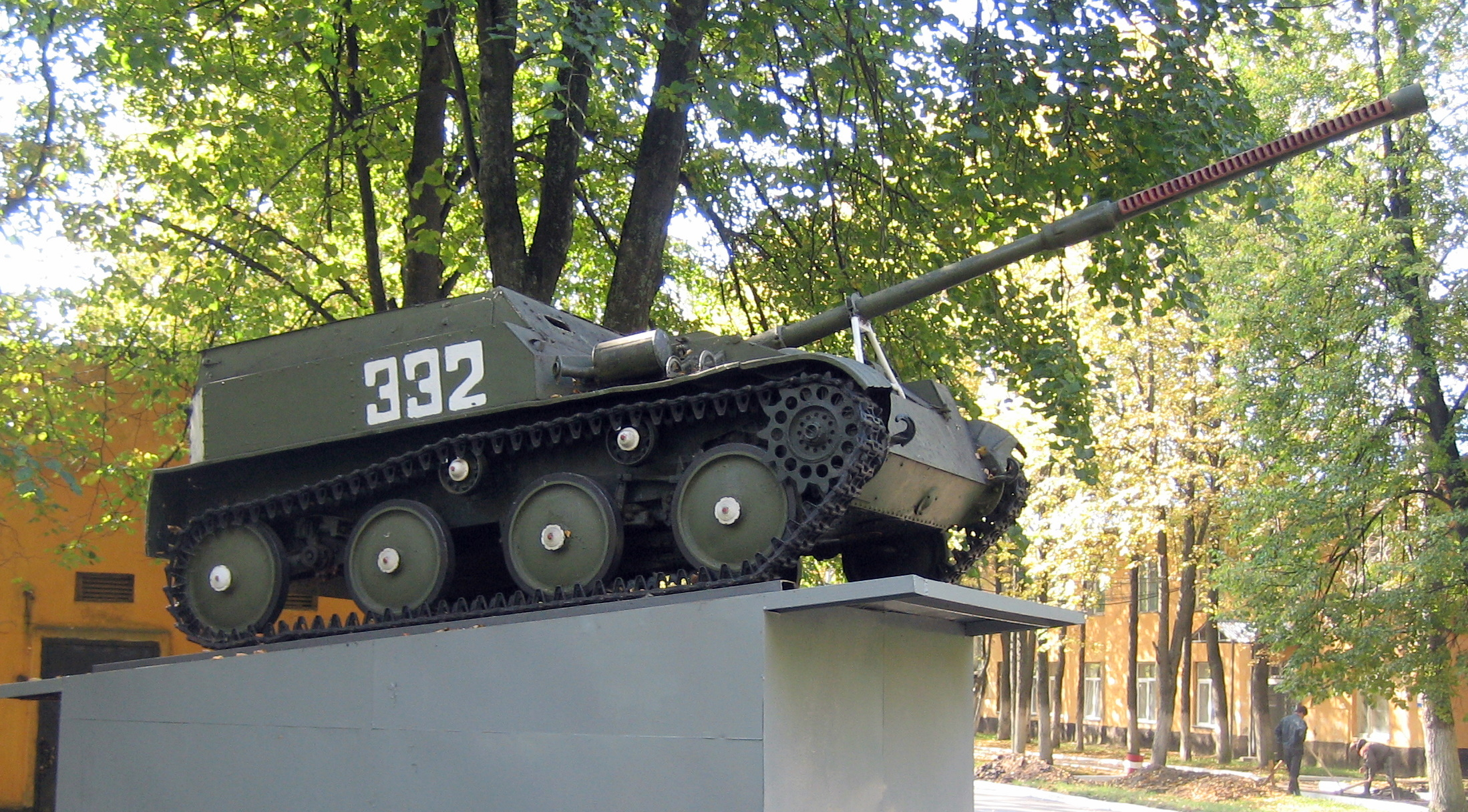
Авіадесантна артилерійська установка АСУ-57

Авіадеса́нтна артилері́йська устано́вка АСУ-57 — основна самохідна артилерійська установка, що перебувала на озброєнні повітряно-десантних військ Радянського Союзу в період з 1951 до прийняття на озброєння АСУ-85, а пізніше БМД-1.

## Історія
Авіадесантна самохідна установка АСУ-57 («Об'єкт 572») була розроблена на Митіщинському машинобудівному заводі конструкторським бюро на чолі з Н. А. Астровим у 1948 році. На озброєння прийнята в 1951 році. У серійному виробництві знаходилася з 1951 по 1955 рік.
Вперше АСУ-57 була продемонстрована на військовому параді на Красній площі в Москві 1 травня 1957 року.
АСУ-57 відносилася до типу напівзакритих установок, з переднім розташуванням моторно-трансмісійного відділення.

## Конструкція і будова
Бойове відділення, що знаходиться в кормовій частині корпусу, було суміщене з відділенням управління. У бойовій рубці розташовувався екіпаж і встановлювалася довгоствольна 57-мм гармата Ч-51 (у машин пізнішого випуску — Ч-51М).
Екіпаж артилерійської самохідної установки складався з командира, механіка-водія та заряджаючого. Боєкомплект гармати складався з 30 унітарних (снаряд, з'єднаний з гільзою) снарядів. Стрільба велася трьома типами боєприпасів: підкаліберними бронебійними снарядами (маса 6,61 кг), кумулятивними снарядами (маса 5,94 кг) і осколковими гранатами (маса 6,79 кг). Бойова скорострільність — 6-10 пострілів на хвилину.
Броньовий захист АСУ-57 — протикульний.
Гусеничний рушій забезпечував машині високу рухливість (ґрунтовою дорогою — 25 км/год, по шосе від 30 до 45 км/год) і прохідність. Наприклад, рів або траншею шириною до 1,4 м, вертикальну стінку заввишки до 0,5 метра АСУ-57 долала з ходу. Максимальний кут підйому (або спуску) може досягати 30°. І при тому установка залишається стійкою — не перекидається. Так, при русі упоперек схилу крен може досягати 24°.
Але через водну перешкоду АСУ-57 може пройти тільки убрід: «плавати» вона не вміє. Глибина прохідності броду — до 0,7 м. Особливо цінно в машині те, що питомий тиск її на ґрунт складає незначну величину — 0,35 кг/см² (тиск на ґрунт дорослої людини).
АСУ-57 була пристосована для десантування парашутним способом окремо від екіпажу. Засобом десантування була парашутна платформа П-7 з багатокупольною парашутною системою.

## Модифікації АСУ-57П
У 1954 році була створена плаваюча авіадесантна самохідна артилерійська установка АСУ-57П («Об'єкт 574»).
Не зважаючи на модернізацію, АСУ-57П так і не прийняли на озброєння.
АСУ-57КШМ: була розроблена і прийнята на озброєння командно-штабна машина АСУ-57КШМ.